# Dicaeum eximium
El picaflores de las Bismarck (Dicaeum eximium) es una especie de ave paseriforme de la familia Dicaeidae endémica de las islas Bismarck.

## Distribución y hábitat
Se encuentra únicamente en el archipiélago Bismarck, perteneciente a Papúa Nueva Guinea. Su hábitat natural son los bosques húmedos tropicales.